# Академическая гребля на летних Олимпийских играх 1900 — одиночки
Соревнования по академической гребле в одиночках среди мужчин на летних Олимпийских играх 1900 года прошли с 25 и 26 августа на реке Сена, на участке, расположенном между мостами Курбевуа и Аньер-сюр-Сен. Протяжённость дистанции составила 1750 метров. В соревновании приняли участие 12 спортсменов из 4 стран.
Первым в истории олимпийским чемпионом в академической гребле в одиночках стал француз Анри Барле. Обладателем серебряной медали стал его соотечественник — Андре Годен, а третьим к финишу пришёл британец Сент-Джордж Эш.

## Призёры
| Золото             | Серебро             | Бронза                        |
| Анри Барле Франция | Андре Годен Франция | Сент-Джордж Эш Великобритания |

## Расписание
| Дата       | Раунд          |
| ---------- | -------------- |
| 25 августа | Четвертьфиналы |
| 25 августа | Полуфиналы     |
| 26 августа | Финал          |

## Результаты

### Четвертьфинал
Первые два гребца из каждого заезда проходили в четвертьфинал соревнований, а остальные спортсмены выбывали из борьбы за медали.

#### Заезд 1
| Место | Спортсмен      | Страна         | Время  | Отставание | Примечания |
| ----- | -------------- | -------------- | ------ | ---------- | ---------- |
| 1     | Сент-Джордж Эш | Великобритания | 6:38,8 | +0,0       | SF         |
| 2     | Реймон Бенуа   | Франция        | 6:45,4 | +6,6       | SF         |
| 3     | Эдуар Дамман   | Франция        | 7:13,0 | +34,2      |            |

#### Заезд 2
| Место | Спортсмен   | Страна  | Время  | Отставание | Примечания |
| ----- | ----------- | ------- | ------ | ---------- | ---------- |
| 1     | Анри Барле  | Франция | 6:38,8 | +0,0       | SF         |
| 2     | Андре Годен | Франция | 6:43,0 | +4,2       | SF         |
| 3     | Лардон      | Франция | 6:46,4 | +7,6       |            |

#### Заезд 3
| Место | Спортсмен     | Страна  | Время  | Отставание | Примечания |
| ----- | ------------- | ------- | ------ | ---------- | ---------- |
| 1     | Луи Превель   | Франция | 6:29,6 | +0,0       | SF         |
| 2     | Робер д’Элли  | Франция | 6:38,8 | +9,2       | SF         |
| 3     | Максим Пиаджо | Франция | DNF    | DNF        |            |

#### Заезд 4
| Место | Спортсмен     | Страна  | Время  | Отставание | Примечания |
| ----- | ------------- | ------- | ------ | ---------- | ---------- |
| 1     | Жорж Делапорт | Франция | 6:33,8 | +0,0       | SF         |
| 2     | Пьер Ферлин   | Франция | 6:46,8 | +13,0      | SF         |
| 3     | Антонио Вела  | Испания | DNF    | DNF        |            |

### Полуфинал

#### Заезд 1
| Место | Спортсмен      | Страна         | Время      | Отставание | Примечания |
| ----- | -------------- | -------------- | ---------- | ---------- | ---------- |
| 1     | Анри Барле     | Франция        | 8:23,0     | +0,0       | F          |
| 2     | Андре Годен    | Франция        | 8:33,4     | +10,4      | F          |
| 3     | Сент-Джордж Эш | Великобритания | 8:37,2     | +14,2      | F          |
| 4     | Реймон Бенуа   | Франция        | неизвестно | неизвестно |            |

#### Заезд 2
| Место | Спортсмен     | Страна  | Время      | Отставание | Примечания |
| ----- | ------------- | ------- | ---------- | ---------- | ---------- |
| 1     | Луи Превель   | Франция | 8:36,4     | +0,0       | F          |
| 2     | Робер д’Элли  | Франция | 8:45,0     | +8,6       | F          |
| 3     | Жорж Делапорт | Франция | 9:25,2     | +48,8      |            |
| 4     | Пьер Ферлин   | Франция | неизвестно | неизвестно |            |

### Финал
Изначально в финале соревнований должны были принимать участие 4 гребца, но по неизвестной причине к участию в решающем заезде был допущен британец Сент-Джордж Эш. Первоначально Анри Барле и Андре Годен собирались отказаться от участия в финале, из-за допуска Эша к борьбе за медали, однако позднее оба француза приняли решение выйти на старт. В итоге именно Барле и Годен разыграли золото парижских Игр. Как и в двух предыдущих раундах Анри Барле оказался быстрее своего соотечественника и стал первым в истории олимпийским чемпионом по академической гребле. Третье место в упорной борьбе занял Сент-Джордж Эш, всего на 0,4 с. опередивший француза Робера д’Элли. Пятый участник финала — Луи Превель не смог завершить дистанцию соревнований.
| Место | Спортсмен      | Страна         | Время  | Отставание |
| ----- | -------------- | -------------- | ------ | ---------- |
| 1     | Анри Барле     | Франция        | 7:35,6 | +0,0       |
| 2     | Андре Годен    | Франция        | 7:41,6 | +6,0       |
| 3     | Сент-Джордж Эш | Великобритания | 8:15,6 | +40,0      |
| 4     | Робер д’Элли   | Франция        | 8:16,0 | +40,4      |
| 5     | Луи Превель    | Франция        | DNF    | DNF        |